# Суаджкара
Суаджкара — давньоєгипетський фараон з XIII династії.